# Bjarnarfjörður

Kaart van de omgeving van de Bjarnarfjorður.

De Bjarnarfjörður (Berenfjord) is een fjord in het noordwesten van IJsland in het Strandir district. Hij maakt deel uit van de grote  Húnaflói en dringt ongeveer 6,5 kilometer westwaarts diep het land in. Boven de fjord ligt de Trékyllisheiði hoogvlakte waarvan het water deels via de Bjarnafjarðará naar de fjord stroomt. In deze rivier kan goed op trekzalm worden gevist. Het dichtstbijzijnde plaatsje is Drangsnes, gelegen aan de grotere en zuidelijk gelegen Steingrímsfjörður.
Aan de fjord ligt een aantal boerderijen, kerkjes en andere gebouwtjes. De grootste woongemeenschap ligt bij Laugarhóll, ongeveer aan het eind van de fjord met onder andere een hotel. Belangrijkste bezienswaardigheid daar is de warme bron Gvendarlaug, vernoemd naar bisschop Guðmundur góði Arason (1161-1237) die in het gebied rondtrok met zijn arme gevolg onder andere continu op zoek naar warme en koude waterbronnen. Vlak bij deze bron is een expositie over de Galdrasýningar á Ströndum ofwel heksenvervolging in het Strandirgebied. In Hólmavík bevindt zich een grotere expositie over dit onderwerp.
Een paar honderd meter van de Gvendarlaug loopt de Hallardalsá. In dit riviertje stort de Goðafoss zich in een korte diepe kloof naar beneden. Een paadje voert naar de kloof, en het is mogelijk om naar de bovenzijde van de waterval te klauteren.

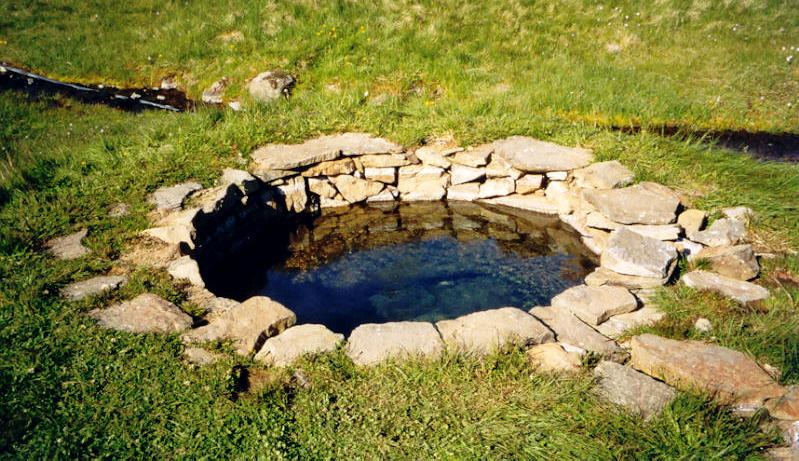
De Gvendarlaug.

Vanaf de Steingrímsfjörður kan men via twee wegen naar de Bjarnarfjörður rijden. De ene steekt dwars over de Bjarnarfjarðarháls, met de andere rijdt je langs de kust via Drangsnes naar Laugarhóll. Verder omhoog naar het noorden loopt via Djúpavík een mooie maar zeer slechte weg, die 50 kilometer verderop uiteindelijk doodloopt. Via dezelfde weg moet men weer naar de bewoonde wereld terug.
Volgens het Landnámabók is de fjord vernoemd naar een zekere Björn, een van de kolonisten van IJsland.